# Leonid Leónov
Leonid Maksímovitx Leónov, rus: Леони́д Макси́мович Лео́нов (31 de maig [C.J. 19 de maig] de 1899, Moscou – 8 d'agost de 1994, ibídem), fou un escriptor i dramaturg soviètic i rus, que va exercir un paper destacat en el procés literari durant més de 60 anys. En l'època soviètica era considerat el mestre del realisme socialista. Les seves obres han estat comparades amb el profund turment psicològic de Dostoievski. Va ser nominat al Premi Nobel de Literatura.

## Primers anys
Leonid va néixer a Moscou el 1899. El seu pare, Maksim Leónovitx Leónov, era un poeta camperol autodidacte, que fou en algun moment president del cercle literari i musical de Súrikov (Súrikov era també d'origen camperol). Maksim Leónov més tard es va unir al grup literari Sredà de Moscou, que comptava amb Maksim Gorki, Leonid Andréiev i Ivan Bunin entre els seus membres.
El primer record de Leonid es remunta al 1905, quan el gran duc Sergi de Rússia va ser assassinat pel terrorista Kaliàiev. El mateix any, el pare de Leonid va ser arrestat per dos pamflets que havia publicat. La seva àvia el va dur a la presó dos cops per visitar el seu pare. Després de complir 20 mesos, Maksim Leónov va ser exiliat a Arkhànguelsk. Leonid el va visitar allà diverses vegades, i les seves impressions i observacions es van reflectir més endavant en moltes de les seves obres, especialment Sot, rus: Соть.
Va assistir al tercer gimnàs de Moscou de 1910 a 1918. Els seus primers poemes, ressenyes i notícies es van publicar el 1915 a la revista Sévernoie utro, rus: Северное утро. Tenia la intenció d'estudiar medicina a la Universitat Estatal de Moscou, però els seus plans van ser interromputs per l'esclat de la Guerra Civil Russa.

## Carrera
Durant la Guerra Civil Russa, va treballar com a reporter a l'Exèrcit Roig. Va ser secretari del diari del Districte Militar de Moscou Krasni voïn, rus: Красный воин, «Guerrer roig». A l'exèrcit va publicar els seus articles sota els pseudònims de Làpot i Maksim Làptev. Fou desmobilitzat el 1921 per continuar la seva educació. En aquell moment tenia previst estudiar pintura. En tornar a Moscou no va poder trobar cap dels seus parents i coneguts propers, però finalment va ser acceptat a la casa del seu oncle, un serraller anomenat Vassíliev. Leonid va treballar voluntàriament a la botiga del seu oncle per retornar-li el favor d'haver-lo acollit. Posteriorment, el famós artista gràfic Vadim Faliléiev es va interessar per ell. Faliléiev el va presentar a algunes figures literàries i artistes conegudes de principis dels anys vint, incloent els editors Solomon Kopelman (de l'editorial Xipóvnik) i Serguei Sabàixnikov. Després de veure algunes de les seves primeres històries, tots dos es van oferir per publicar-les. Aquest va ser el començament de la carrera literària professional de Leónov. Entre les seves primeres històries hi havia Buriga, rus: Бурыга, i La reina de fusta, rus: Деревянная королева, Dereviànnaia koroleva (1923).
La seva primera (i potser la millor) novel·la, Els teixons, rus: Барсуки, Barsukí (1924), empra un estil bastant convencional, però està ple de parla de camperols; «tracta de l'impacte sobre el poble i els camperols de la revolució i simbolitza l'enfrontament de germà contra germà en el combat». La seva novel·la negra El lladre, rus: Вор, Vor (1927), ambientada en el submon criminal de la capital russa, va ser cordialment acollida per la crítica a Rússia i a l'estranger, però Brown la considera «espatllada en l'execució per les actituds literàries autoconscients de l'autor i la seva transparència, derivació de si mateix a partir de l'irracionalista Dostoievski. Leónov realitza, tanmateix, una astuta dissecció psicològica sobre el seu personatge principal, un comissari desil·lusionat que ha esdevingut membre d'una banda de lladres. Va produir una versió completament reformada d'aquesta novel·la el 1959».
Es va casar amb Tatiana Mikhàilovna Sabàixnikova, filla de l'editor Mikhaïl Sabàixnikov, el 1926; la parella va tenir dues filles. Va visitar Maksim Gorki a Sorrento el 1927. El Teatre d'Art de Moscou sota la direcció de Konstantín Stanislavski va representar l'obra de Leónov Untílovsk (Унтиловск), que s'ambientava en una remota comunitat siberiana. La primera funció es va representar el 17 de febrer de 1928, després d'haver-se fet una funció prèvia al comitè de gestió del teatre tres dies abans. Tant el comitè com la premsa de més difusió desaprovaren la postura ideològica de l'obra; Anatoli Lunatxarski, que escrivia a la revista Kràsnaia nov (Красная новь) de Leningrad, va descriure-la com un pas enrere per al teatre.
Sot, rus: Соть (1930) descriu la construcció d'un molí de paper a la vora d'un riu enmig del bosc de Sibèria; Skutarevski, rus: Скутаревский (1932), «probablement un dels seus millors treballs en estil i poder intel·lectual, explora els problemes psicològics d'un eminent científic que treballa en un estat socialista i, en el qual és, sens dubte, una declaració autobiogràfica, traça el seu desenvolupament des d'una crítica escèptica del nou ordre en un entusiasta simpatitzant». El 1934, Leónov va ajudar Maksim Gorki a fundar la Unió d'Escriptors Soviètics. L'any següent, va publicar una fantasia sobre el futur soviètic, Camí cap a l'oceà, rus: Дорога на океан Doroga na okean, en la qual l'heroi, «una altra encarnació de Leónov, medita sobre el patiment que ha causat i ha patit i tracta de respondre a la pregunta de si valia la pena en l'economia total de la història.»
Durant la Gran Guerra Patriòtica, juntament amb altres escriptors, fou evacuat a la República Socialista Soviètica Autònoma Tàrtara (actual Tatarstan). Va viure a Txístopol. Durant aquesta època, Leónov va escriure diverses obres patriòtiques, que es van convertir ràpidament en pel·lícules i li van fer guanyar el Premi Estatal de l'URSS (1943). La seva novel·la El bosc rus, rus: Русский лес, Russki les (1953), va ser aclamada per les autoritats com un model de llibre soviètic sobre la Segona Guerra Mundial i va rebre el Premi Lenin, però la seva afirmació que el règim soviètic havia tallat «el símbol de la vella cultura russa» va causar cert nerviosisme, i Nikita Khrusxov va recordar a l'autor que «no tots els arbres són útils… de tant en tant el bosc ha de ser aclarit». Fou guardonat amb el Premi Stalin, però va transferir íntegrament la dotació del premi (100.000 rubles) al Fons de Defensa.
El 1945, Leónov va ser corresponsal del diari Pravda als processos de Nuremberg. Va ser triat diputat del Soviet Suprem de la Unió Soviètica el 1950. El 1967, Leónov va ser nomenat Heroi del Treball Socialista. Va ser admès a l'Acadèmia Soviètica de les Ciències cinc anys més tard. Durant les últimes dècades de la seva vida, va treballar en la monumental novel·la filosòfica i mística de 1.500 pàgines "La Piràmide", rus: Пирамида, Piramida. Acabada en brut, va veure la llum l'any de la mort de l'autor (1994).
Kornei Txukovski va descriure Leónov de la següent manera, en la seva entrada al diari del 21 d'agost de 1946:

He estat veient molt Leonid Leónov i admiro el seu esplèndid caràcter. És un home fort, ben armat per a la vida. Visita un o dos cops per setmana i parla sense parar, però mai no planteja els seus propis plans, projectes o triomfs. El Mali estrena una obra de teatre del seu demà, diguem, o tenia un llibre que va sortir ahir: parlarà durant tres hores i mai no respirarà un mot. No només no hi ha cap indici del fanàtic en ell, sinó que continua endavant per damunt dels seus fracassos i derrotes. Pot fer qualsevol cosa amb les mans: fa pantalles, taules i cadires; modelitza cares de fang; ha format un magnífic encenedor de bronze, amb tot tipus d'instruments i eines. Mires la forma en què maneja les llavors i les baies i saps que té un polze verd. Simple com sembla, juga les seves cartes prop del pit. Està molt ben format i ben organitzat, estranyament mancat de bondat però pura sang, i té una naturalesa poètica. En resum, és un rus típic.

Leonid Leónov va morir mentre dormia el 8 d'agost de 1994, poc després de la publicació de l'obra principal de la seva vida, l'enorme «novel·la-obsessió» Piràmide, en la qual va treballar durant 45 anys. Després del funeral a la Gran Església de l'Ascensió a Moscou, va ser enterrat al cementiri de Novodévitxi.